# Béla Mavrák
Béla Mavrák (* 7. April 1966 in Baden bei Wien) ist ein ungarischer Sänger im Stimmfach Lyrischer Tenor.

## Leben

### Frühe Jahre und Studium
Béla Mavrák wurde in Baden bei Wien (Österreich) als Sohn ungarischer Eltern geboren. Er wuchs in Zrenjanin in der Vojvodina im ehemaligen Jugoslawien auf.
Als Kind nahm er Klavierunterricht in der örtlichen Musikschule. Er beendete die Realschule medizinische Richtung und wurde für ein medizinisches Studium vorbereitet. Während seines obligatorischen Jahrs in der Armee bekam er mehr mit Musik zu tun und versuchte, seine eigenen Songs zu schreiben. Nach seinem Wehrdienst bat er den Musik-Professor Bursać, ihm bei der Entwicklung seiner kompositorischen Fähigkeiten zu helfen. Bursać bemerkte als erster Mavráks Gesangstalent und ermutigte ihn, sich 1989 in der Belgrader Musikakademie einzuschreiben, wo ihn der jugoslawische Tenor Zvonimir Krnetić unterrichtete. Auf Einladung seines Onkels, eines Saxophonisten, der in Deutschland lebte, zog Mavrák 1991 nach Köln, um dort seine Studien fortzusetzen.
Neben seiner Ausbildung unter Wilfried Jochims an der Hochschule für Musik Köln erhielt er Privatunterricht von Franco Corelli in Mailand und Gianni Raimondi in Bologna. Er folgte auch Meisterkurse bei Gianni Raimondi sowie mit Nicolai Gedda. Im Jahr 1994 schloss er sein Studium ab und erhielt sein künstlerisches Diplom. Er lebt in Köln.

### Karriere
Im Jahr 1993 gewann Mavrák die Goldmedaille und den ersten Preis beim internationalen Gesangswettbewerb in Santa Margherita Ligure (Italien) mit der Rodolfo-Arie aus Puccinis Oper La Bohème. Er sang auch in einer CD-Produktion von Rossinis Petite messe solennelle.
Nach seinem Erfolg in Santa Margherita Ligure engagierte ihn die Belgrader Staatsoper für seine erste Opernrolle als Rodolfo in der Produktion 1994 von La Bohème. 

Er sang in einer CD-Produktion von Antonio Vivaldis Magnificat und erschien auch in der Bonner Beethovenhalle zusammen mit der Philharmonia Hungarica in einer Produktion von Verdis Requiem.
In der Kölner Philharmonie sang er in der Uraufführung von Marianna Martinez’ In Exitu Israel und Dixit Dominus. 

Er wiederholte seine Rolle in Verdis Requiem ein Jahr später im Teatro Colón in Buenos Aires und am Theatro Municipal in São Paulo (Brasilien). Auch im Jahr 1995 sang er die Hauptrolle des "Faust" in Berlioz’ Fausts Verdammnis im Salzburger Festspielhaus (Österreich).
Er setzte diese Rolle fort in einer neuen Inszenierung, als das Deutsche Nationaltheater Weimar ihn für zwei Jahre engagierte im Jahr 1998 als Teil Kulturhauptstadt-Europas-Festlichkeiten in Weimar. Im Laufe dieser zwei Jahre spielte er in zehn verschiedenen Opernproduktionen. Zu seinen Rollen gehörten unter anderem die des Faust in Charles Gounods Faust, Don Ottavio in Mozarts Don Giovanni, Pinkerton in Puccinis Madama Butterfly und der italienische Sänger in Richard Strauss’ Der Rosenkavalier. Im Jahr 1999, noch als Teil des Kulturhauptstadt-Programms, sang er in der Europäischen Erstaufführung von Gija Kantschelis Musik für die Lebenden.
Im Jahr 1999 hätte Mavrák einer der Höhepunkte seiner Karriere: er sang in einem Konzert zugunsten des Menuhin Fonds, der von Yehudi Menuhin selbst dirigiert wurde.

### Seit 2000

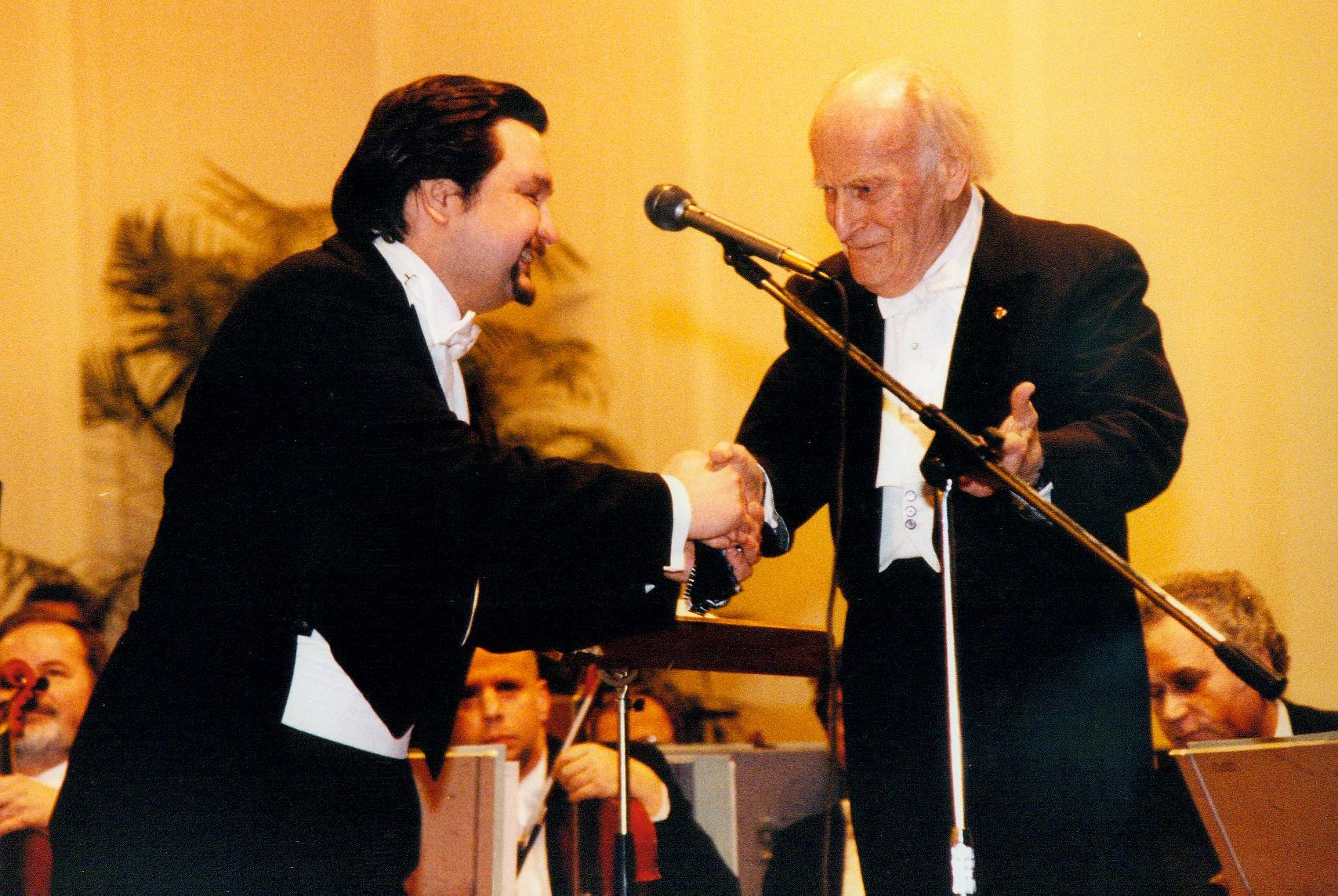
Yehudi Menuhin und Béla Mavrák

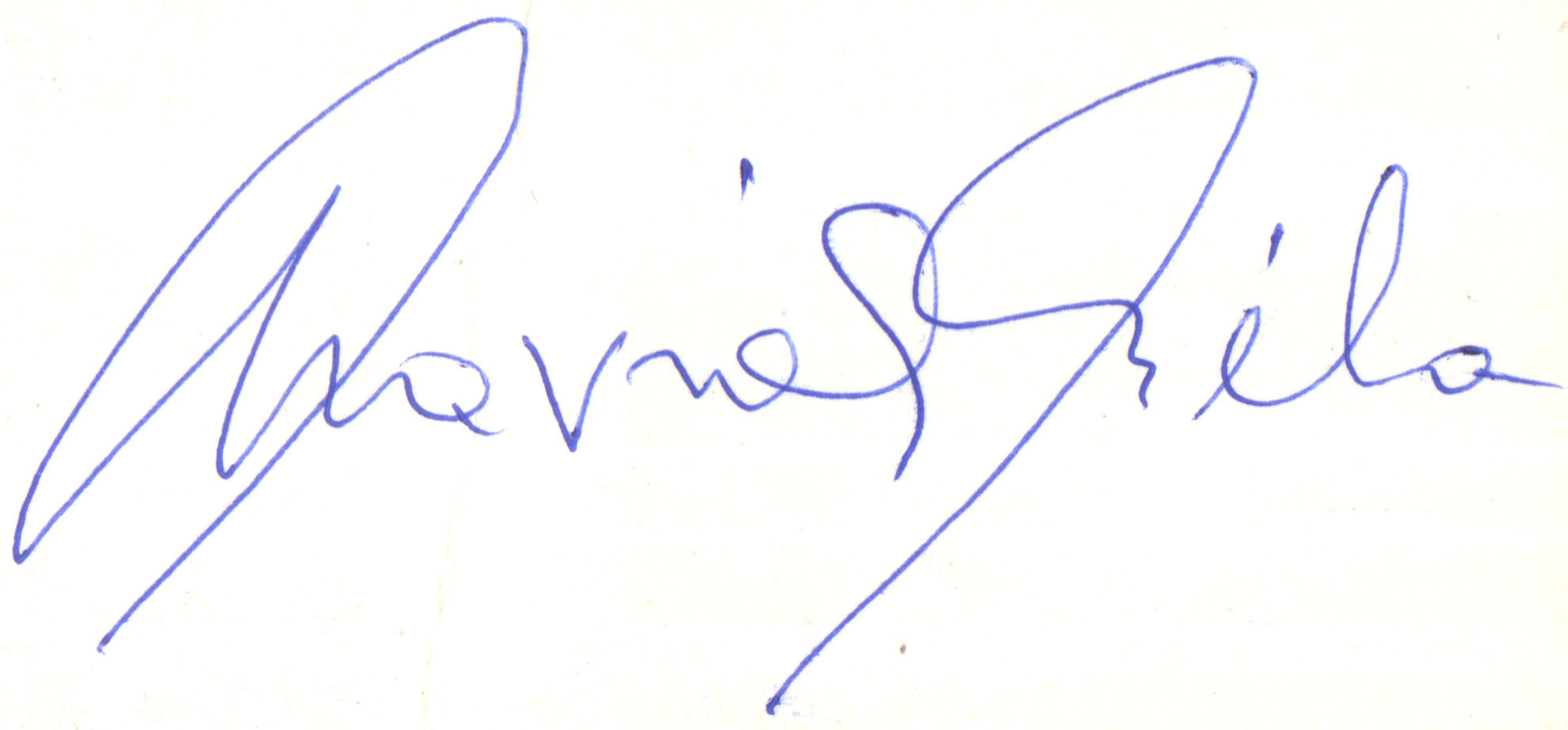
Signature of Mavrák Béla round 2005

Im Jahr 2000 wurde Mavrák, zusammen mit Gary Bennett und Thomas Greuel, einer der drei Platin-Tenöre.
Von 2000 bis 2003 war Mavrák als Gastsänger von mehreren deutschen Theatern engagiert. Rollen aus dieser Zeit sind unter anderem: Prinz Sou Chong in Franz Lehárs Das Land des Lächelns, Sandor Barinkay in Johann Strauss’ Der Zigeunerbaron und Edwin in Emmerich Kálmáns Die Csárdásfürstin. Er sang in der ersten Berliner Aufführung von Paul McCartneys Liverpool Oratorio, im Konzerthaus am Gendarmenmarkt in 2003. Im Jahr 2004 sang er in Mendelssohns Lobgesang in der Berliner Philharmonie.
In diesem Jahr sang er auch mehr als 20 Mal den Tamino in Die Zauberflöte von Mozart.
Im Jahr 2005 sang er die Rolle des Alfredo in Verdis La traviata in der Budapester Staatsoper.
Ab 2005 begann die Zusammenarbeit mit André Rieu in Mavráks Rolle als einer der drei Platin-Tenöre.
Bis jetzt traten sie mehr als 600 Mal bei Konzerten wie in der Semperoper in Dresden, dem Schloss Schönbrunn in Wien und der Radio City Music Hall in New York auf.
Sie erschienen auch in mehreren CD- und DVD-Produktionen.

### Eine neue Richtung
Im Jahr 2010 nahm Mavrák seine Solo-CD in Kuba auf, Un soplo en el aire (A breeze in the wind). Während der Aufnahme der CD im Studio Abdala und Radio Progreso in Havanna arbeitete er zusammen mit den Stars of Buena Vista. Darunter befinden sich prominente kubanische Musiker wie Guillermo Rubalcaba und José "Maracaibo Oriental" Castañeda. Die CD wurde erstmals in Mexiko im November 2010 veröffentlicht, und seitdem erschien sie in weiteren Ländern und zog die Aufmerksamkeit der Universal Music Group auf sich. Mavrák hat dafür eine Mischung aus kubanischen Liedern mit klassischen Hollywood-Songs und eher traditionellen Liedern aus seiner Kindheit gewählt.

## Trivia
- Im Jahr 2008 vergab die Stadt Maastricht (Niederlande) Mavrák das Gold Ehrenmedaille des Verdienstes, in Anerkennung seiner Verdienste für die Stadt als Teil vom André Rieu und das Strauß-Orchester.[7]
- In seiner Freizeit reist Mavrák zu entfernten Teilen der Welt und kam im Jahr 2008 in Kontakt mit einem Stamm in Westneuguinea, der zuvor nie in Kontakt mit der modernen Zivilisation gewesen war.[8]
- Neben dem Singen und Reisen sammelt Mavrák gerne Schuhe und Antiquitäten.